# Kendermagos réce

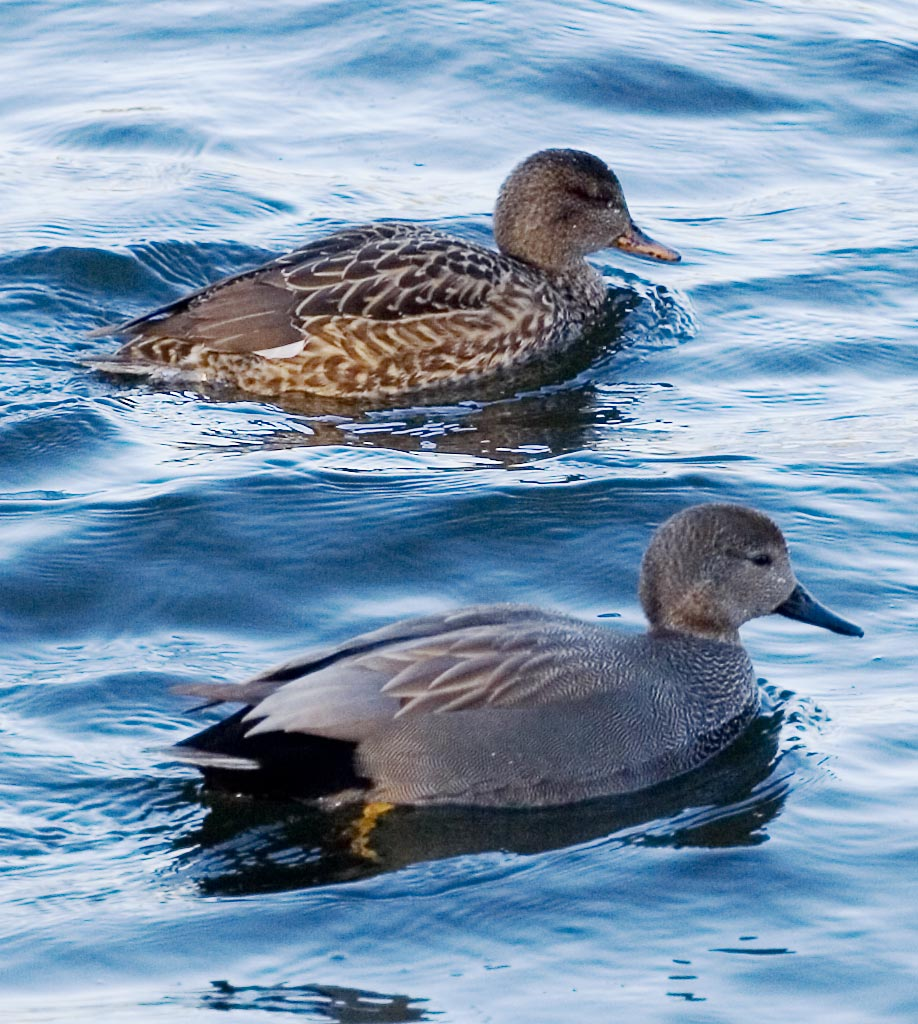
A pár

A kendermagos réce (Mareca strepera) a madarak osztályának lúdalakúak (Anseriformes) rendjébe és a récefélék (Anatidae) családjába tartozó faj.

## Előfordulása
Európában, Ázsiában és Észak-Amerikában elterjedt, télen délre vonul, de néha áttelel. A Kárpát-medencében rendszeres fészkelő. Kedveli a sekély szikes tavakat, nádasok szegélyét.

## Alfaja
1874-ben a Csendes-óceán déli részén, Teraina szigetén, két récét fogtak be, melyek nagyfokú hasonlóságot mutattak a kendermagos récével, és végül tudományosan a kendermagos réce alfajaként írták le Anas strepera couesi néven.
Mára kiderült, hogy ebben a térségeben a faj nem fordul elő, így ez az alfaj nem létezik. Valószínűleg fiatal kendermagos récéket fogtak be annak idején, melyek egy vihar által sodródtak ilyen messze az elterjedési területüktől.

## Megjelenése

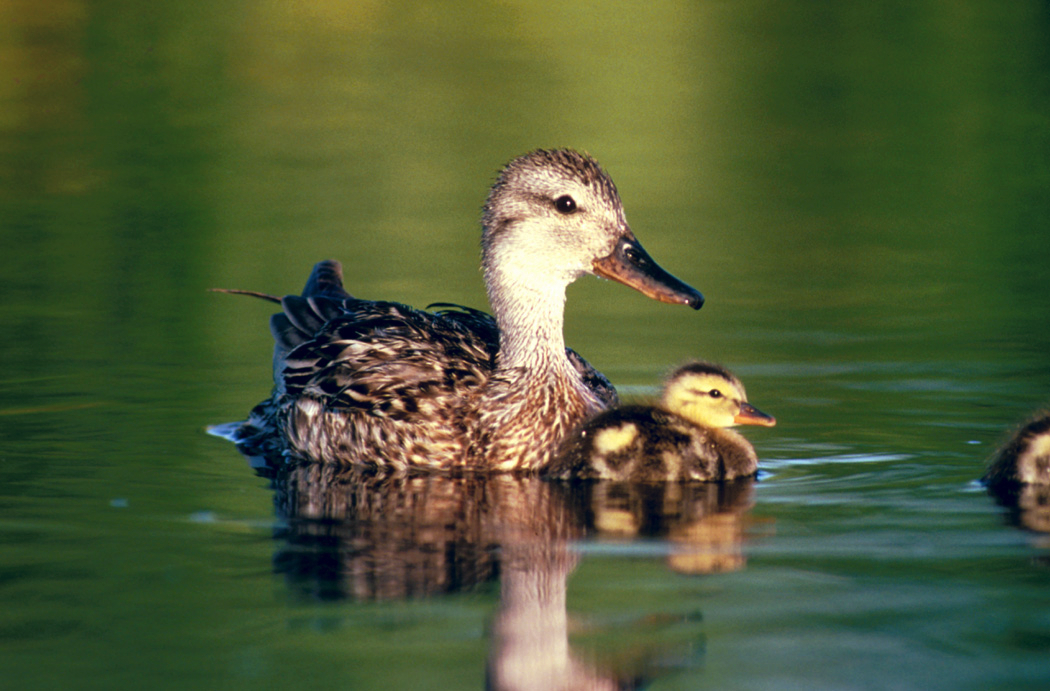
A tojó és fiókája

Testhossza 46–56 centiméter, szárnya fesztávolsága 84–95 centiméter, testtömege 550–1000 gramm, a tojó valamivel kisebb és könnyebb a hímnél. Mindkét ivarra jellemző a fehér szárnytűkör, a gácsérok hátsó része fekete.
Sokat hangoskodik, a gácsér hangja a varjak károgására emlékeztet.

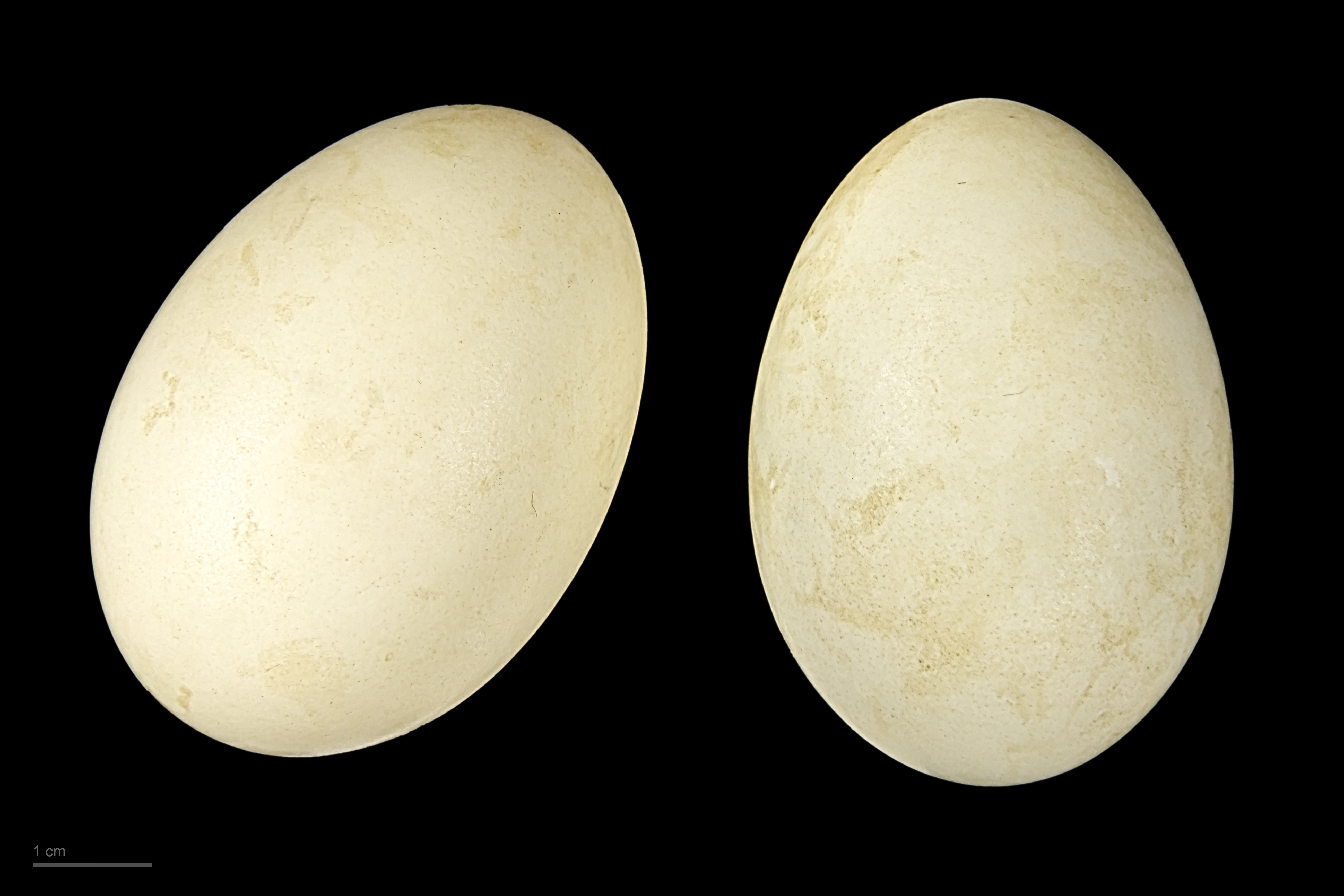
Mareca strepera

## Életmódja
Főként növényevő, de csigát és sáskát is fogyaszt, melyet a vízben fejre állva, akár 30 centiméteres mélységben is keres.

## Szaporodása

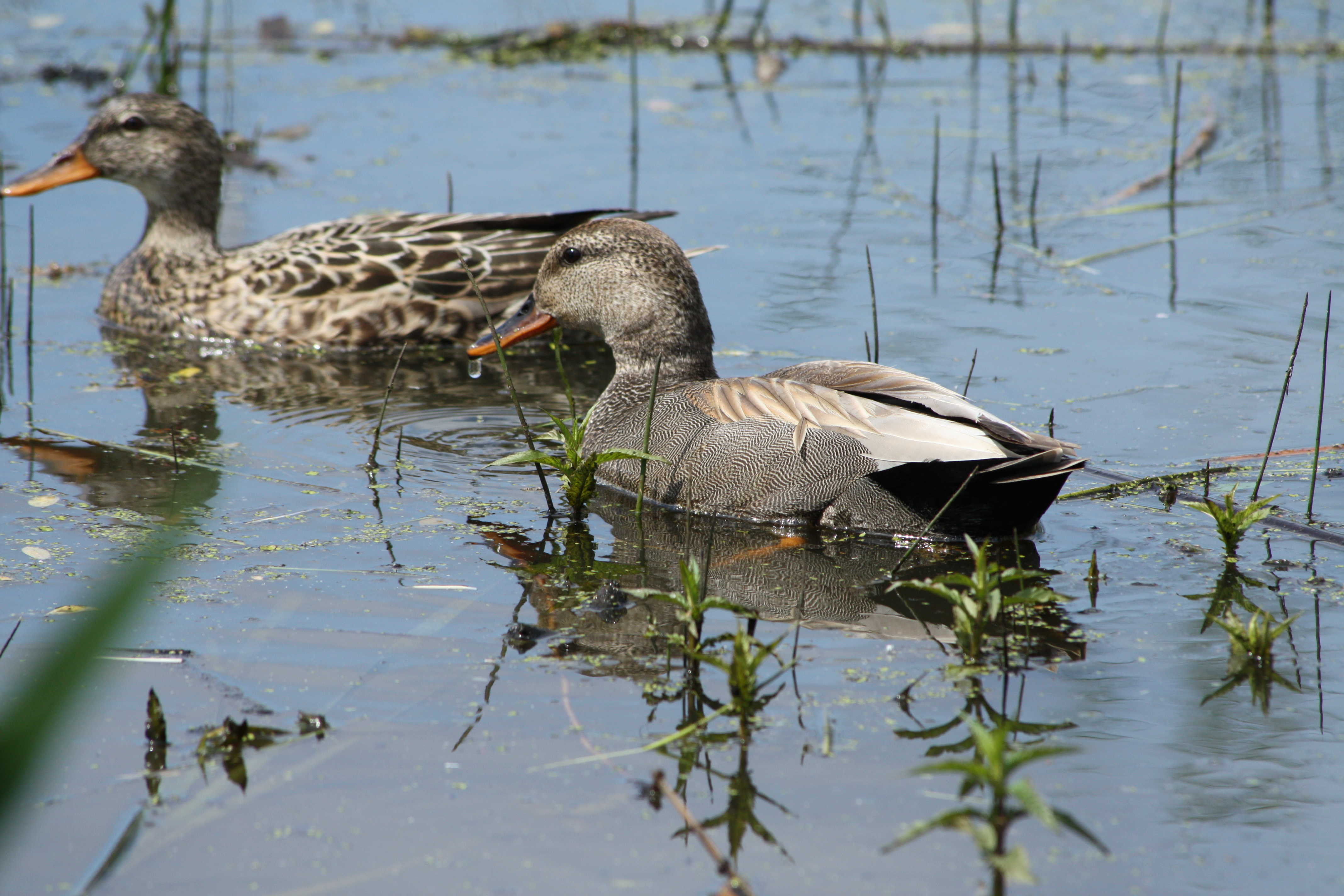
Kendermagos réce pár

Partszéli aljnövényzetbe telepesesen építik rendezetlen fészküket, melyet növényi anyagokkal és tollal bélelnek ki. Fészekalja 8–10 tojásból áll, melyen 22–25 napig kotlik. A fiókák fészekhagyók és 6–7 hetes korukra lesznek önállóak.

## Védettsége
Magyarországon védett, természetvédelmi értéke 50 000 Ft.